# Pointe des Savolaires
Pointe des Savolaires är en bergstopp i Schweiz. Den ligger i distriktet Aigle och kantonen Vaud, i den sydvästra delen av landet, 80 km söder om huvudstaden Bern. Toppen på Pointe des Savolaires är 2 293 meter över havet.